# 升力翼多旋翼

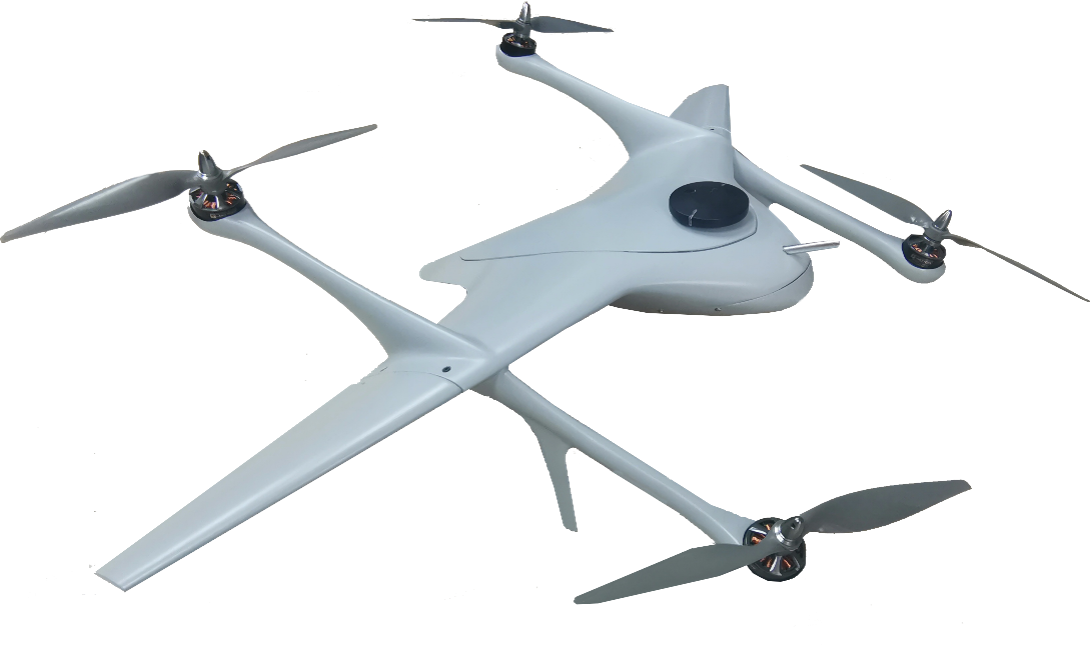
北航可靠飞行研究组设计的升力翼多旋翼

升力翼多旋翼（英語：lifting-wing multicopter）或叫多軸旋翼機是一种升力翼（翼身融合体）与多旋翼（多軸飛行器）的组合布局，旋翼桨盘平面与升力翼呈固定安装角度（比如：30-45度左右），在保留多旋翼原本简洁可靠的结构以及抗风稳定性的同时大幅度提高了前飞效率。独特的总体布局显著区别于现有的尾座式和固定翼-多旋翼复合式等常规垂直起降飞行器。目前基本所有的飞行器在绝大部分时间段皆处于多旋翼模态或者固定翼模态，而升力翼多旋翼在绝大部分时间段始终处于多旋翼模态和固定翼模态的混合阶段。相比传统固定翼和固定翼-多旋翼复合式飞行器，升力翼多旋翼的短小机翼和强劲的旋翼，使之具有较强的抗风性能。

## 发展历史
2015年，比利时鲁汶大学提出了带有升力翼结构的混合布局飞行器VertiKUL2，其机翼与旋翼的安装角为45度以提升抗风性。
北京航空航天大学（北航）可靠飞行控制研究组在2018年正式提出升力翼多旋翼布局，并开始升力翼多旋翼飞行器原型机设计和基本原理性验证，通过实验将升力翼与传统布局多旋翼对比，得出结论：在一定巡航速度范围内，升力翼的功耗可降低50%左右。

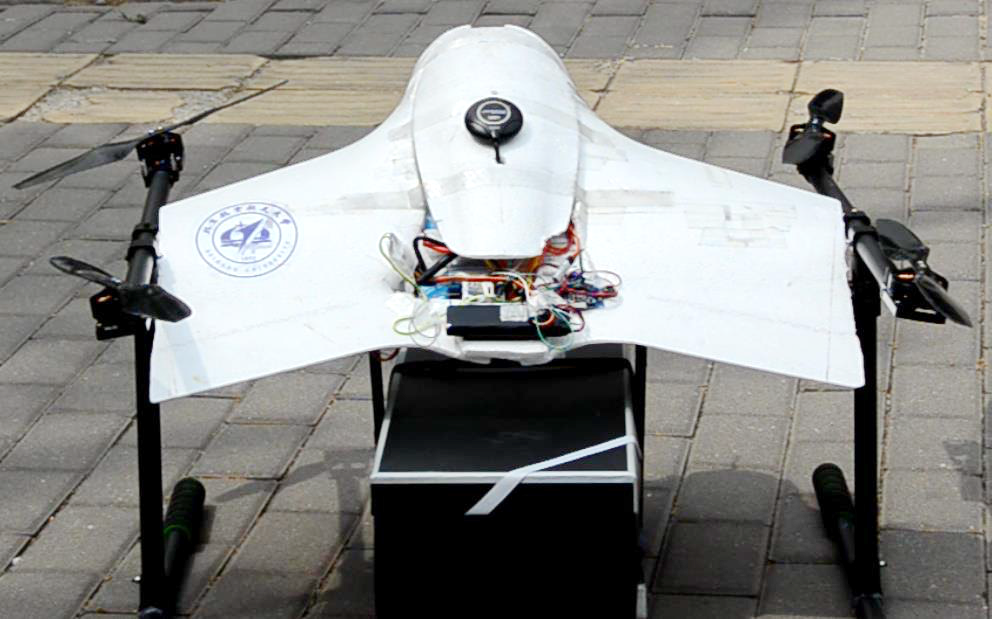
升力翼多旋翼原型机

2019年，北航可靠飞行控制研究组开始翼身融合升力翼多旋翼设计，建立了升力翼系统的完整模型，进行了参数分析和设计，并开展了飞行测试，取得了良好效果。

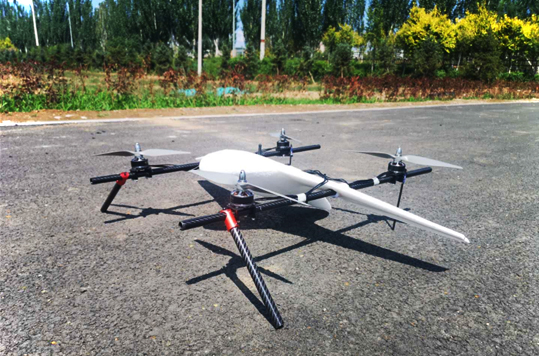
北航可靠飞行控制研究组设计的翼身融合升力翼多旋翼

2019年天峋创新设计了带有升力翼结构的天蝠多旋翼无人机（VesperTilio）。
同年亞馬遜设计了Prime Air用于送货。
2022年北航可靠飞行控制研究组进行了升力翼多旋翼的统一控制器验证实验和精确轨迹跟踪实验。

## 主要特点
升力翼多旋翼与常见混合布局飞行器控制的不同之处在于，它可以从悬停状态平滑地过渡到高效前飞状态。在前飞过程中，多旋翼可提供無人機的前飞动力和部分升力，而另一部分升力由升力翼提供。同时，升力翼的优化设计降低了无人机的重心，增强了稳定性，避免尾座式多旋翼无人机降落时由于迎风面过大、重心过高而导致的倾倒危险。正因为升力翼的优点，它的机体设计和飞行控制设计较固定翼-多旋翼复合式飞行器和尾座式多旋翼要复杂，但使用效益要明显优于后者。
升力翼多旋翼与传统多旋翼、倾转旋翼/倾转机翼混合布局飞行器、多旋翼-固定翼飞行器、尾座式飞行器相比，性能比较折中，是对当前混合布局飞行器的一个补充。

## 控制原理
北航可靠飞行控制研究组针对升力翼多旋翼设计了全飞行阶段的统一控制器，并且旋翼与升力翼上的副翼协同工作以节省能量。
全飞行阶段统一控制。混合布局飞行器一般有三种飞行模式，即悬停，过渡阶段和巡航。以倾转旋翼/倾转机翼，多旋翼-固定翼飞行器，以尾座式飞行器为例，他们的起飞和降落像多旋翼一样控制，而在巡航阶段则像固定翼一样控制。
这两种控制方式差异很大。而且由于模型不确定性和外部干扰存在，过渡阶段的飞行控制具有很大的挑战性。但是对升力翼多旋翼而言，其整个飞行阶段都会受到旋翼推力和气动力作用，所以可以认为升力翼多旋翼的整个飞行阶段都处于过渡阶段（悬停阶段也会考虑气动力，因为可能会存在风扰动）。不过，幸运的是，升力翼多旋翼只需倾斜一个相对较小的角度，通常小于45度，而不是尾座式飞行器的90度。
协同控制以节省能量。当前混合布局飞行器的过渡飞行时间较短，因此在这个飞行阶段不会过于关注能量消耗。然而，考虑到升力翼多旋翼在整个飞行阶段都处于过渡状态，因此采用协同控制来节省能量显得十分必要。举例来说，滚转角可以通过旋翼和舵面控制同时调整，并且更倾向于使用副翼，因为副翼更能够有效地节省能量。

## 资料
1. ↑  Xiao, Kun; Meng, Yao; Dai, Xunhua; Zhang, Haotian; Quan, Quan. . IEEE. 2021-06-15  [2024-07-05]. ISBN 978-1-6654-1535-4. doi:10.1109/ICUAS51884.2021.9476859. （原始内容存档于2024-11-30）.
2. ↑  Theys, B.; De Vos, G.; De Schutter, J. . IEEE. 2016-06  [2024-07-05]. ISBN 978-1-4673-9334-8. doi:10.1109/ICUAS.2016.7502519. （原始内容存档于2024-11-30）.
3. ↑  CN 208165254U,「Wing body fuses many rotor crafts」,发行于2018-11-30
4. ↑  CN 113830301A,「一种具有控制舵面的升力翼多旋翼飞行器」,发表于2021-12-24
5. ↑  Zhang, Haotian; Tan, Shaochang; Song, Ziming; Quan, Quan. . IEEE/ASME Transactions on Mechatronics. 2022-06, 27 (3)  [2024-07-05]. ISSN 1083-4435. doi:10.1109/TMECH.2021.3090667. （原始内容存档于2024-09-09）.
6. ↑  . 无人机网. 2019-05-27  [2024-12-06]. （原始内容存档于2024-12-08） （中文）.
7. ↑  Wilke, Jeff. . 亞馬遜公司. 2019-06-05  [2024-12-05]. （原始内容存档于2025-03-14） （英语）.
8. ↑  Quan, Quan. . arXiv:2301.00730 .
9. ↑  Wang, Shuai. . arXiv:2212.12867 .
10. ↑  Theys, B.; De Vos, G.; De Schutter, J. . IEEE. 2016-06. ISBN 978-1-4673-9334-8. doi:10.1109/ICUAS.2016.7502519.